# 혼토군
혼토군(일본어: 本斗郡)는 일본이 지배하던 시기의 사할린에 있던 군이다. 법적으로는 1949년 6월 1일, 국가 행정 조직법 시행에 따라 폐지되었다. 다음의 2개의 정, 2개의 촌을 포함한다.
- 혼토 정
- 나이호로 정
- 고니 촌
- 가이바 촌